# 新庄直計
新庄 直計（しんじょう なおかず）は、常陸麻生藩の第12代藩主。
天明7年（1787年）1月8日、第11代藩主・新庄直規の長男として江戸で生まれる。享和3年（1803年）10月20日、父の隠居で家督を継ぎ、12月16日に従五位下・越前守に叙位・任官する。
文化7年（1810年）、家臣不足を補うために有力農民を足軽に取り立てる郷足軽制度を制定した。文政2年（1819年）に大番頭に任じられる。また大坂城・二条城の守衛を歴任した。天保8年（1837年）8月15日に奏者番に任じられた。
弘化2年（1845年）10月26日に死去した。享年59。跡を五男・直彪が継いだ。

## 系譜
父母
- 新庄直規（父）
- 木下利忠の娘（母）

正室
- 稲葉弘通の娘

子女
- 新庄直彪（五男）